# ألكسندرا زيك
ألكساندرا زيك (بالبولندية: Aleksandra Zych) مواليد 28 يوليو 1993 في واوب جيخ، بولندا، هي لاعبة كرة يد بولندية تلعب كظهير أيمن. مثلت منتخب بولندا لكرة اليد للسيدات.

## سجل المنافسة
شاركت في البطولات التالية:
- بطولة العالم لكرة اليد للسيدات 2015
- بطولة أوروبا لكرة اليد للسيدات 2014

## روابط خارجية
- ألكسندرا زيك على موقع الاتحاد الأوروبي لكرة اليد (الإنجليزية)